# Spoorlijn Herford - Himmighausen
De spoorlijn Herford - Himmighausen is een Duitse spoorlijn in Noordrijn-Westfalen en is als spoorlijn 2980 onder beheer van DB Netze.

## Geschiedenis
Het gedeelte tussen Herford en Detmold werd geopend door de  Köln-Mindener Eisenbahn-Gesellschaft op 31 december 1880. Het traject tussen Detmold en Himmighausen  werd door de Preußische Staatseisenbahnen geopend op 12 juni 1895.  

## Treindiensten

### Deutsche Bahn
De Eurobahn verzorgt het personenvervoer op dit traject met RE- en RBtreinen.
| Serie | Treinsoort                  | Route                                                                                            | Bijzonderheden                                                  |
| ----- | --------------------------- | ------------------------------------------------------------------------------------------------ | --------------------------------------------------------------- |
| RE 82 | Regional-Express (Eurobahn) | Bielefeld Hbf – Oerlinghausen – Lage (Lippe) – Detmold – (Horn-Bad Meinberg – Altenbeken)        | Der Leineweber 1x per twee uur van/naar Altenbeken en op zondag |
| RB 72 | Regionalbahn (eurobahn)     | Herford – Bad Salzuflen – Detmold – Horn-Bad Meinberg – Leopoldstal – Altenbeken – Paderborn Hbf | Ostwestfalen-Bahn                                               |

## Aansluitingen
In de volgende plaatsen is of was er een aansluiting op de volgende spoorlijnen:
Herford
DB 1700, spoorlijn tussen Hannover en Hamm
DB 2981, spoorlijn tussen Herford en Kirchlengern
DB 2990, spoorlijn tussen Minden en Hamm
Lage
DB 2983, spoorlijn tussen Lage en Hameln
DB 2984, spoorlijn tussen Lage en Bielefeld
Himmighausen
DB 1760, spoorlijn tussen Hannover en Soest

## Elektrificatie
Het traject werd in 1975 geëlektrificeerd met een wisselspanning van 15.000 volt 16⅔ Hz.